# Edan Hayhurst
Edan Hayhurst (Reino Unido, 21 de marzo de 2005) es un actor británico, conocido por sus papeles como Ben Yates en la serie de comedia dramática británica There She Goes y como Colin Craven en la película dramática de fantasía británica de 2020 The Secret Garden.

## Carrera
Hayhurst hizo su debut como actor en el cortometraje de 2016 It Would Change Everything. En 2017, interpretó a Hans Albert Einstein de diez años en la serie de televisión antológica dramática histórica estadounidense Genius. Entre 2018 y 2023, interpretó el papel de Ben Yates en la serie de televisión británica de comedia dramática There She Goes, interpretando al hermano mayor de Rosie, un niño de buen comportamiento, aunque sus necesidades a menudo se ven eclipsadas por Rosie. En 2019, apareció en el juego de acción y aventuras, terror y sigilo A Plague Tale: Innocence, donde presta su voz a Lucas. En 2020, hizo su debut cinematográfico en la película británica de drama fantástico The Secret Garden, interpretando a Colin Craven, el hijo de Lord Archibald Craven (Colin Firth). Interpretó a uno de los hijos de Mitchell (Kyle Chandler) en la película de ciencia ficción estadounidense de 2020 The Midnight Sky.

## Filmografía

### Películas
| Año  | Título                     | Papel        | Notas        |
| ---- | -------------------------- | ------------ | ------------ |
| 2016 | It Would Change Everything | Joven Bruce  | Cortometraje |
| 2020 | The Secret Garden          | Colin Craven |              |
| 2020 | The Right Bus              | Danny Renton |              |
| 2020 | The Midnight Sky           | Chico        |              |

### Televisión
| Año       | Título         | Papel                          | Notas           |
| --------- | -------------- | ------------------------------ | --------------- |
| 2017      | Genius         | Hans Albert Einstein (10 años) | 2 episodios     |
| 2018-2023 | There She Goes | Ben Yates                      | Papel principal |
| 2021      | Leonardo       | Giangaleazzo Sforza            | 2 episodios     |

### Videojuegos
| Año  | Título                   | Papel       | Notas |
| ---- | ------------------------ | ----------- | ----- |
| 2019 | A Plague Tale: Innocence | Lucas (voz) |       |

## Premios y nominaciones
| Año  | Premios        | Categoría                               | Trabajo                  | Resultado | Ref.  |
| ---- | -------------- | --------------------------------------- | ------------------------ | --------- | ----- |
| 2020 | Premios NAVGTR | Actuación en un drama, papel secundario | A Plague Tale: Innocence | Nominado  | [ 1 ] |